# Energy-plus-house

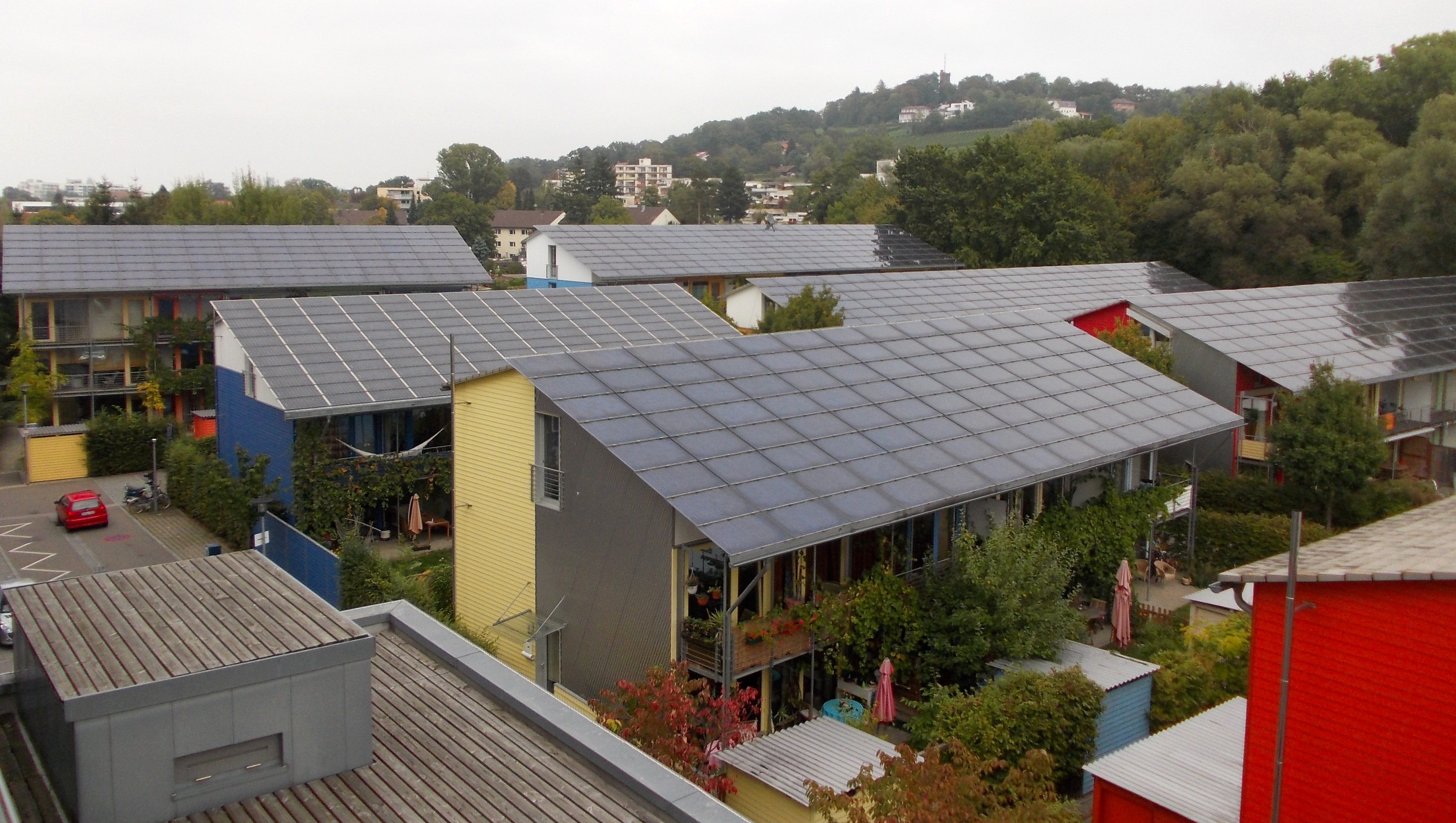
Alcune energy-plus-house a Friburgo in Germania

Energy-plus-house è un termine che indica una casa che auto-produce energia da fonti rinnovabili. 
Tale risultato è ottenuto utilizzando una combinazione di tecnologia  a basso consumo di energia e di microgenerazione, attraverso l'uso di pannelli solari, isolamento termico e l'attento posizionamento planimetrico del sito e l'utilizzo di soluzioni a basso consumo energetico (ad esempio elettrodomestici, infissi, etc) in tutta la casa.